# Elicius microbasileus
Elicius microbasileus är en insektsart som beskrevs av Günther 1935. Elicius microbasileus ingår i släktet Elicius och familjen Phasmatidae. Inga underarter finns listade i Catalogue of Life.